# 宇都宮市立田原中学校
宇都宮市立田原中学校（うつのみやしりつたわらちゅうがっこう）は栃木県宇都宮市下田原町にある公立中学校。
2025年（令和7年）5月1日現在の生徒数は9学級199人。

## 沿革
1947年（昭和22年）4月に栃木県田原村に設立され、2007年の市町村合併に伴い現在の校名に変更された。

### 年表
- 1947年（昭和22年） 4月 1日 - 田原村立田原中学校として創立。(田原小学校に併設)[3]
- 1951年（昭和26年） 1月13日 - 校歌制定。
- 1951年（昭和26年） 7月 2日 - 現在地に校舎落成。
- 1955年（昭和30年） 4月 1日 - 町村合併により、河内村立田原中学校となる。
- 1966年（昭和41年） 4月 1日 - 町制施行により、河内町立田原中学校となる。
- 1972年（昭和47年） 7月 8日 - プールが完成する。(1,113㎡)
- 1973年（昭和48年） 3月19日 - 校旗制定樹立。
- 1976年（昭和51年） 3月20日 - 体育館完成。(1,000㎡)
- 1978年（昭和53年） 3月10日 - 校舎改築工事起工式。
- 1979年（昭和54年） 4月 2日 - 新校歌発表。
- 1980年（昭和55年） 5月24日 - 昭和55，56年度県教委、日本安全協会より交通安全教育推進校の指定。
- 1981年（昭和56年）10月20日 - 交通安全教育推進校公開研究発表会。
- 1984年（昭和59年）11月 1日 - 交通安全教育部門で文部大臣表彰。
- 1985年（昭和60年） 4月20日 - 南側校庭拡張。(1,813㎡)
- 1988年（昭和63年） 3月31日 - 東側校庭拡張。(10,865㎡)
- 1988年（昭和63年） 9月22日 - 東側校庭野球用バックネット完成。
- 1989年（平成元年） 7月 2日 - テニスコート三面新設。
- 1991年（平成 3年） 4月 6日 - 平成3，4，5年度、文部省より運動部活動研究推進校の指定を受ける。
- 1992年（平成 4年） 3月25日 - 校庭整備、プレハブ校舎完成、体育館床工事。
- 1992年（平成 4年）12月25日 - 生徒用コンピュータ20台設置。
- 1993年（平成 5年） 1月23日 - 同窓会設立。
- 1993年（平成 5年） 6月10日 - 特別教室棟建設工事着工。
- 1993年（平成 5年） 7月21日 - 本館特別教室等普通教室に大改修工事。
- 1993年（平成 5年）10月25日 - 東校庭北側防球ネット完成。
- 1993年（平成 5年）11月 2日 - 文部省指定運動部活動公開研究授業。
- 1994年（平成 6年） 3月25日 - 特別教室棟完成。(屋上に天文台とプラネタリウム設置)
- 1994年（平成 6年） 6月15日 - 学校経営優良学校表彰：県教育委員会。
- 1994年（平成 6年）10月20日 - 全国学校体育優良運動学校表彰：全国学校体育連合会。
- 1995年（平成 7年）10月12日 - 体育館屋根塗装工事。
- 1997年（平成 9年） 3月25日 - 東校庭北側に自転車置場完成。
- 1997年（平成 9年） 6月 9日 - 運動部室完成。
- 1997年（平成 9年） 7月 2日 - 創立50周年記念式典・記念行事。
- 1998年（平成10年） 1月30日 - 武道場完成。
- 1999年（平成11年） 9月 1日 - 生徒用コンピュータ40台設置。
- 2002年（平成14年） 2月 5日 - 地域イントラネット整備。
- 2003年（平成15年） 3月27日 - 本館屋上屋根大時計改修工事。
- 2007年（平成19年） 3月31日 - 市町合併により、宇都宮市立田原中学校となる。
- 2008年（平成20年） 5月～7月 - 各教室等エアコン取り付け工事。
- 2010年（平成22年） 8月～2011年（平成23年）1月 - 体育館耐震補強工事。
- 2011年（平成23年） 10月3日 - 自校炊飯設備設置。
- 2011年（平成23年） 11月25日 - 地域学校園発足。
- 2012年（平成24年） 4月25日 - 小中一貫運営会議発足。
- 2012年（平成24年） 7月～10月 - 給水管改修工事。
- 2014年（平成26年） 6月～11月 - 校舎耐震補強工事。
- 2015年（平成27年） 11月3日 - TBSテレビのバラエティ特番『学校へ行こう!2015』の企画「未成年の主張」に出演[4][5]。

## 校区
- 相野沢町、上大塚町の一部、叶谷町、上田原町、逆面町、下田原町、宝井町、古田町、立伏町[6]

## 制服
- 男子　
  - 冬服はブレザー、スラックスである。
  - 夏服はカッターシャツ、スラックスである。
- 女子　
  - 冬服はブレザー、カッターシャツ、吊りスカートである。
  - 夏服はカッターシャツ、ベスト、吊りスカートである。

## 天文台・プラネタリウム
宇都宮市内の学校で唯一、学校の屋上に天文台とプラネタリウムを有する。日常的な天文台の運用は、河内星の子会が行っている。使用する天体望遠鏡はアストロ光学20cm屈折EDである。
月2回の定期公開を行っている。天文台が学校にあることや、それを一般市民に公開していることは、日本では珍しい。

## 出身者
卒業生は7775名である。
- 鮫島彩 - サッカー選手[9]